# アレクサンドル・フェルスマン
アレクサンドル・フェルスマン（Alexander Yevgenyevich Fersman、ロシア語: Александр Евгеньевич Ферсман、1883年10月27日（N.S. 11月8日） - 1945年5月20日）は、ソビエト連邦の地球化学者、鉱物学者である。
サンクトペテルブルクに生まれた。ノヴォロシースクの大学からモスクワ大学に移り地質学を学んだ。ウラジミール・ベルナドスキーのもとで最初の論文を発表した。ドイツに留学し、ヴィクトール・モーリッツ・ゴルトシュミットのもとで学んだ。
1912年にモスクワ大学の教授となり、地球化学の教課を設けた。1917年から1945年まで後にフェルスマン鉱物博物館と改名される鉱物博物館の館長を務めた。
『石の思い出』など一般向けの著書もある。

## 受賞歴
- 1929年: レーニン賞
- 1942年: ソビエト連邦国家賞
- 1943年: ウォラストン・メダル（ロンドン地質学会）

## 著書
- 『科学とその創造者』馬上義太郎 訳、五月書房、1951年。
- 『石の思いで』堀秀道 訳、理論社〈科学の仲間〉、1956年。
- 『おもしろ地球の化学 上・下』地学団体研究会 訳、理論社、1957年。
- 『おもしろい鉱物学 : 石に親しむ基礎知識』堀秀道 訳、理論社〈少年科学文庫〉、1967年。
- 『おもしろい地球化学 上』地学団体研究会ほん訳委員会 訳、理論社〈少年科学文庫〉、1968年。
- 『おもしろい地球化学 下』地学団体研究会ほん訳委員会 訳、理論社〈少年科学文庫〉、1968年。
- 『石の思い出』堀秀道 訳、草思社、2005年 （原著1958年）。ISBN 4-7942-1414-6。